# Paola Deiana
Paola Deiana   (l'Alguer, 5 d'abril de 1985) és una política i ambientòloga algueresa, diputada de la República italiana des de 2018 pel Moviment Cinc Estrelles.